# Johnathan Motley
Johnathan Landus Motley (Houston, Texas, 4 de mayo de 1995) es un baloncestista estadouindense que pertenece a la plantilla del Hapoel Tel Aviv B.C. de la Ligat Winner. Con 2,08 metros de estatura, juega en la posición de pívot.

## Trayectoria deportiva

### Primeros años
Motley jugó en su etapa de instituto en el North Shore High School de su ciudad natal. Lideró a su equipo a una marca de 32–4 en 2011-12 en su temporada júnior y de 30–5 en 2012-13 como sénior, logrando en ambas temporadas el campeonato del distrito. En septiembre de 2012 anunció su compromiso para jugar en la Universidad Baylor.

### Universidad
Jugó tres temporadas con los Bears de la Universidad Baylor, en las que promedió 12,0 puntos, 6,4 rebotes, 1,3 asistencias y 1,2 tapones por partido, Fue incluido en el tercer mejor quinteto de la Big 12 Conference en 2016, y en el primero al año siguiente. Fue además elegido en el segundo equipo All-American consensuado, y recibió el Premio Karl Malone al mejor ala-pívot de la división I de la NCAA.

### Profesional
Tras no ser seleccionado en el Draft de la NBA de 2017, en el mes de julio firmó un contrato de dos vías con los Dallas Mavericks, lo que le permitirá jugar con el filial de la NBA G-League, los Texas Legends, alternando con los Mavericks.
El 28 de febrero de 2021, firma por el Incheon ET Land Elephants de la Liga de baloncesto de Corea.
El 3 de agosto de 2021, firma por el Lokomotiv Kuban de la VTB United League. Dejó el equipo tras la invasión rusa de Ucrania.
El 20 de junio de 2022 fichó por el Fenerbahçe Beko de la Basketbol Süper Ligi turca.
El 25 de junio de 2024 se anuncia su fichaje por el Hapoel Tel Aviv B.C. de la Ligat Winner israelí y la EuroCup por 2 temporadas.

## Estadísticas de su carrera en la NBA

### Temporada regular
| Año     | Equipo        | PJ | PT | MPP  | %TC  | %3P   | %TL  | RPP | APP | ROB | TPP | PPP |
| ------- | ------------- | -- | -- | ---- | ---- | ----- | ---- | --- | --- | --- | --- | --- |
| 2017-18 | Dallas        | 11 | 4  | 16.0 | .533 | .167  | .536 | 4.5 | .6  | .3  | .2  | 8.7 |
| 2018-19 | L.A. Clippers | 22 | 0  | 7.1  | .534 | .000  | .600 | 2.3 | .5  | .2  | .1  | 4.6 |
| 2019-20 | L.A. Clippers | 13 | 0  | 7.1  | .733 | 1.000 | .714 | .8  | .6  | .2  | .0  | 2.2 |
| Total   | Total         | 46 | 4  | 8.1  | .552 | .200  | .587 | 2.4 | .6  | .2  | .1  | 4.9 |